# Pageas
Pageas é uma comuna francesa na região administrativa da Nova Aquitânia, no departamento de Alto Vienne. Estende-se por uma área de 27,76 km². Em 2010 a comuna tinha 593 habitantes (densidade: 21,4 hab./km²).